# Copa do Mundo de Rugby Sevens
A Copa do Mundo de Rugby Sevens é o principal torneio entre seleções de rugby sevens, uma variante do rugby union. Organizado pela World Rugby, atualmente consiste em torneios masculinos e femininos, e é a principal competição do esporte fora dos Jogos Olímpicos.
O primeiro torneio foi realizado em 1993 na Escócia, tendo sido vencido pela Inglaterra. Os vencedores do torneio masculino foram premiados com a Melrose Cup, nomeada em homenagem à cidade escocesa de Melrose, onde o primeiro jogo de rugby sevens foi disputado. Por sua vez, o torneio feminino foi introduzido na edição de 2009 nos Emirados Árabes Unidos, sendo vencido pela Austrália.
Após a edição de 2013, o torneio teve um hiato prolongado de cinco anos para permitir a integração do rugby sevens nos Jogos Olímpicos no calendário competitivo. As seleções do Fiji e da Austrália são as atuais campeãs, tendo vencido os torneios masculino e feminino na edição de 2022, respectivamente, realizada na Cidade do Cabo, na África do Sul.

## História
A Copa do Mundo de Rugby Sevens originou-se de uma proposta da Scottish Rugby Union ao International Rugby Board. O torneio inaugural foi realizado em Edimburgo, na Escócia, em 1993, tendo sido realizado a cada quatro anos desde então. A Inglaterra venceu o torneio inaugural, derrotando a Austrália por 21–17 na final.
O IRB fez uma solicitação ao Comitê Olímpico Internacional (COI) em 2005 para que o rugby sevens se tornasse um esporte olímpico. Contudo, a admissão falhou porque os membros do comitê perceberam a necessidade de aprimorar a promoção da modalidade feminina. Para tal, o IRB implementou o primeiro torneio feminino em 2009.
Antes da inclusão do rugby sevens nos Jogos Olímpicos, a IRB declarou que sua intenção seria acabar com a Copa do Mundo de Sevens para que o evento multidesportivo se tornasse o auge do ciclo de quatro anos da modalidade. Por sua vez, a admissão do rugby sevens foi aprovada pelo Comitê Olímpico Internacional por seu conselho executivo em agosto de 2009, se tornando evento fixo nos Jogos Olímpicos de 2016.
Em 2010, o Conselho do IRB concedeu a hospedagem do torneio de 2013 em Moscovo, na Rússia, a um grupo de oito nações que haviam demonstrado interesse formal em sediar o evento. O objetivo era que a exposição ao rugby proporcionada pela realização da Copa do Mundo de Sevens acelerasse o crescimento do esporte na Rússia. A competição contou com 24 equipes masculinas e 16 equipes femininas.
Originalmente, a IRB pretendia descontinuar a Copa do Mundo de Rugby Sevens após a edição de 2013, em favor do torneio olímpico. Contudo, foi decidido em 2013 que o torneio continuaria a ser realizado, uma vez que poderia ter um campo maior do que os torneios olímpicos de rugby sevens e permitir que uma competição de nível de elite ocorresse bienalmente a partir de 2016. O próximo torneio seria realizado em 2018, um ano após o habitual, a fim de acomodar a integração das Olimpíadas no calendário competitivo.

## Torneio masculino

### Títulos por nação
| Clube         | Título                | Vice            | Semifinais                  |
| ------------- | --------------------- | --------------- | --------------------------- |
| Nova Zelândia | 3 (2001, 2013 e 2018) | 2 (2005 e 2022) | 1 (1997)                    |
| Fiji          | 3 (1997, 2005 e 2022) | —               | 4 (1993, 2001, 2013 e 2018) |
| Inglaterra    | 1 (1991)              | 2 (2013 e 2018) | 1 (2005)                    |
| País de Gales | 1 (2009)              | —               | —                           |
| Austrália     | —                     | 2 (1991 e 2001) | 2 (2005 e 2022)             |
| África do Sul | —                     | 1 (1997)        | 1 (2018)                    |
| Argentina     | —                     | 1 (2009)        | 1 (2001)                    |
| Irlanda       | —                     | —               | 2 (1993 e 2022)             |
| Quénia        | —                     | —               | 2 (2009 e 2013)             |
| Samoa         | —                     | —               | 2 (1997 e 2009)             |

## Torneio feminino

### Títulos por nação
| Clube          | Título          | Vice            | Semifinais                  |
| -------------- | --------------- | --------------- | --------------------------- |
| Nova Zelândia  | 2 (2013 e 2017) | 2 (2009 e 2022) | —                           |
| Austrália      | 2 (2009 e 2022) | —               | 1 (2018)                    |
| França         | —               | 1 (2018)        | 1 (2022)                    |
| Canadá         | —               | 1 (2013)        | —                           |
| Estados Unidos | —               | —               | 4 (2009, 2013, 2018 e 2022) |
| África do Sul  | —               | —               | 1 (2009)                    |
| Espanha        | —               | —               | 1 (2013)                    |